# Conferencia de datos
Conferencia de datos se refiere a sesiones de comunicación entre dos o más participantes que comparten datos informáticos en tiempo real. Se pueden controlar o compartir dispositivos de interacción y presentación como pantalla, teclado, ratón, cámara, etc. Se suele usar para distinguir de conferencia de video o conferencia de audio.
Los datos pueden consistir en la pantalla, documentos, gráficos, dibujos y aplicaciones que se pueden ver, anotar o manipular por los participantes.